# Rosenfeld (Alemania)
Rosenfeld (pronunciación en alemán: /ˈʁoːzn̩ˌfɛlt/ⓘ) es una localidad del Distrito de Zollernalb en Alemania en plena Selva Negra. 